# استفانو آووگادری
استفانو آووگادری (انگلیسی: Stefano Avogadri؛ زادهٔ ۱۱ اوت ۱۹۸۵) بازیکن فوتبال اهل ایتالیا است.
از باشگاه‌هایی که در آن بازی کرده‌است می‌توان به باشگاه فوتبال اینتر میلان، باشگاه فوتبال آسکولی، باشگاه فوتبال کرمونزه، باشگاه فوتبال پیاچنزا، باشگاه فوتبال پترولول پلویشت، باشگاه فوتبال روبور سیه‌نا، و باشگاه فوتبال پیزا اشاره کرد.